# Galerie Polaris
La galerie Polaris est une galerie d'art contemporain située à Paris.

## Situation
La galerie est située dans Le Marais. Elle est dirigée par Bernard Utudjian depuis 1994. Bernard Utudjian intervient également dans des écoles d'art et de commerce où il transmet sa connaissance du monde l'art et du monde des affaires.
Tout d’abord installée rue Saint-Claude où elle a été la première[réf. souhaitée] galerie de cette rue qui a conquis par la suite une forte[réf. souhaitée] identité dans le monde de l’art contemporain. En septembre 2008, la galerie a déménagé au 15 rue des Arquebusiers. Elle représente des français et étrangers, tant en dessin, peinture, sculpture, photographie, vidéo et installation. De nombreux artistes y ont réalisé leur première exposition : Stéphane Couturier, Yto Barrada, Louis Heilbronn, Bouchra Khalili, Sara Ouhaddou.
Elle participe, entre autres, à la FIAC, à Paris photo, à Sèvres Outdoors, à Art Bruxelles ...